# Marcus Slaughter
Marcus Anthony Slaughter (ur. 18 marca 1985 w San Leandro) – amerykański koszykarz, grający na pozycji silnego skrzydłowego, aktualnie zawodnik AEK-u Ateny.
2 sierpnia 2019 dołączył do greckiego AEK-u Ateny.

## Osiągnięcia
Stan na 20 marca 2020, na podstawie, o ile nie zaznaczono inaczej.
NCAA
- Uczestnik turnieju NCAA (2006)
- Mistrz:
  - turnieju konferencji Mountain West (MWC – 2006)
  - sezonu regularnego MWC (2006)
- MVP turnieju konferencji Mountain West (2006)
- Zaliczony do:
  - I składu:
    - MWC (2006)
    - turnieju MWC (2005, 2006)

  - II składu MWC (2005)
- Lider konferencji MWC w[5]:
  - zbiórkach (2006)
  - liczbie celnych (192) i oddanych (252) rzutów wolnych (2006)

Klubowe
- Mistrz:
  - Euroligi (2015)
  - Hiszpanii (2013, 2015)
  - Niemiec (2012)
- Wicemistrz: 
  - Euroligi (2013, 2014)
  - Hiszpanii (2014)
- Zdobywca:
  - pucharu:
    - Hiszpanii (2014, 2015)
    - Grecji (2020)
    - Niemiec (2012)

  - Superpucharu Hiszpanii (2012–2014)
- Finalista pucharu:
  - Turcji (2016)
  - Ligi Izraelskiej (2007)
- 4. miejsce podczas mistrzostw Turcji (2016, 2017)

Indywidualne
- MVP meczu gwiazd tureckiej ligi TBL (2007)
- Laureat nagrody Najbardziej Spektakularnego Zawodnika Roku ACB (2011)
- Uczestnik meczu gwiazd:
  - ligi tureckiej (2007)
  - ligi niemieckiej (2012)
- Lider ligi francuskiej w zbiórkach (2009)